# The Second Step: Chapter Two
The Second Step: Chapter Two là mini album thứ hai của TREASURE. Nó được phát hành vào ngày 4 tháng 10 năm 2022 với "HELLO" là ca khúc chủ đề của album.
Các thành viên nhóm Mashiho và Yedam không thể tham gia vào quá trình thu âm và quảng bá cho album này do phải tạm ngừng hoạt động kể từ tháng 5 sau khi hồi phục sức khỏe và theo học âm nhạc học thuật kéo dài. Sau đó, họ rời nhóm và YG Entertainment vào ngày 8 tháng 11 năm 2022.
Album vật lý có 13 phiên bản: Photobook, (Light Green & Deep Blue) YG TAG Album và 10 phiên bản digipack dành riêng cho thành viên.

## Tiểu sử
Vào rạng sáng ngày 1 tháng 9 năm 2022, YG Entertainment thông báo Treasure sẽ phát hành đĩa mở rộng thứ hai (EP), The Second Step: Chapter Two, sẽ được phát hành vào ngày 4 tháng 10. Đĩa mở rộng thứ hai bằng tiếng Nhật của họ, mang tên cùng tên sẽ được phát hành vào ngày 30 tháng 11 năm 2022.

## Danh sách bài hát
| Danh sách bài hát của The Second Step: Chapter Two | Danh sách bài hát của The Second Step: Chapter Two                         | Danh sách bài hát của The Second Step: Chapter Two                             | Danh sách bài hát của The Second Step: Chapter Two                         | Danh sách bài hát của The Second Step: Chapter Two | Danh sách bài hát của The Second Step: Chapter Two |
| STT                                                | Nhan đề                                                                    | Phổ lời                                                                        | Phổ nhạc                                                                   | Sắp xếp                                            | Thời lượng                                         |
| -------------------------------------------------- | -------------------------------------------------------------------------- | ------------------------------------------------------------------------------ | -------------------------------------------------------------------------- | -------------------------------------------------- | -------------------------------------------------- |
| 1.                                                 | "Hello"                                                                    | Choice37 Sonny Lil G LP Hae Choi Hyun-suk Yoshi Haruto                         | Choice37 Hae LP Sonny Lil G Dee.P Choi Hyun-suk Yoshi Haruto               | Dee.P Hae LP Choice37 Sonny                        | 3:01                                               |
| 2.                                                 | "VolKno" (Choi Hyun-suk x Yoshi x Haruto Unit)                             | Choi Hyun-suk Yoshi Haruto                                                     | Dee.P Choi Hyun-suk Yoshi Haruto                                           | Dee.P                                              | 3:15                                               |
| 3.                                                 | "Clap!"                                                                    | Asahi Choi Hyun-suk Yoshi Haruto                                               | Asahi Dee.P                                                                | Dee.P                                              | 3:03                                               |
| 4.                                                 | "Thank You" (고마워) (Asahi x Haruto Unit))                                | Asahi Haruto                                                                   | Asahi Dee.P                                                                | Asahi Dee.P                                        | 3:16                                               |
| 5.                                                 | "Hold It In" (물 어둡다)                                                   | Choi Hyun-suk                                                                  | Choi Hyun-suk Rovin Dee.P                                                  | Dee.P Rovin YJ                                     | 3:17                                               |
| 6.                                                 | "DARARI (Rock Remix)" (bản giới hạn chỉ dành cho người mua album của nhóm) | Jaguaa Bang Ye-dam Choice37 LIL G Choi Hyun-suk LP Yoshi Sonny HAE Se.A Haruto | Choice37 HAE Jaguaa Bang Ye-dam Choi Hyun-suk Yoshi Sonny LP, LIL G Haruto | DEE.P                                              | 3:48                                               |
| Tổng thời lượng:                                   | Tổng thời lượng:                                                           | Tổng thời lượng:                                                               | Tổng thời lượng:                                                           | Tổng thời lượng:                                   | 15:52                                              |

## Hiệu suất thương mại
Đến ngày 5 tháng 10, The Second Step: Chapter Two đã đạt vị trí số 1 tại 15 quốc gia khác nhau trên bảng xếp hạng iTunes Top Albums.
| Chart (2022)                         | Peak position |
| ------------------------------------ | ------------- |
| Album Nhật Bản (Oricon)              | 3             |
| Album tổng hợp tiếng Nhật (Oricon)   | 5             |
| Album Hot Nhật Bản (Billboard Japan) | 4             |
| Album Hàn Quốc (Circle)              | 2             |

| Chart (2022)              | Peak position |
| ------------------------- | ------------- |
| Album tiếng Nhật (Oricon) | 4             |
| Album Hàn Quốc (Circle)   | 5             |

## Lịch sử phát hành
| Region   | Date                      | Version   | Format(s)                             | Label(s) | Ref.   |
| -------- | ------------------------- | --------- | ------------------------------------- | -------- | ------ |
| Nhiều    | 4 tháng 10, 2022          | Tiếng Hàn | Tải xuống kỹ thuật số Phát trực tuyến | YG       | [ 10 ] |
| Hàn Quốc | 4 tháng 10, 2022          | Tiếng Hàn | CD KiT Player                         | YG       | [ 11 ] |
| Nhật Bản | 4 tháng 10, 2022          | Tiếng Hàn | CD                                    | YG       | [ 12 ] |
| Nhật Bản | ngày 30 tháng 11 năm 2022 | Japanese  | CD CD+ DVD CD+ Blu-ray                | YGEX     | [ 13 ] |
| Đa dạng  | ngày 30 tháng 11 năm 2022 | Japanese  | Tải xuống kỹ thuật số Phát trực tuyến | YGEX     | [ 14 ] |